# 炒米粉
米粉炒，或作炒米粉，是把米粉以炒的方式烹調的菜肴，在中国南方地区，亦简称粉。常出現於闽菜宴席或是迎神拜拜、選舉宴客流水席，水桶提出大盤端出盡情食用，好吃易消化。
米粉实际就是用稻米做的面条，在中国南方由于盛产稻米，比较流行，依烹調方式一般分为炒粉和汤粉两种；此處專為炒粉。

## 料理方法

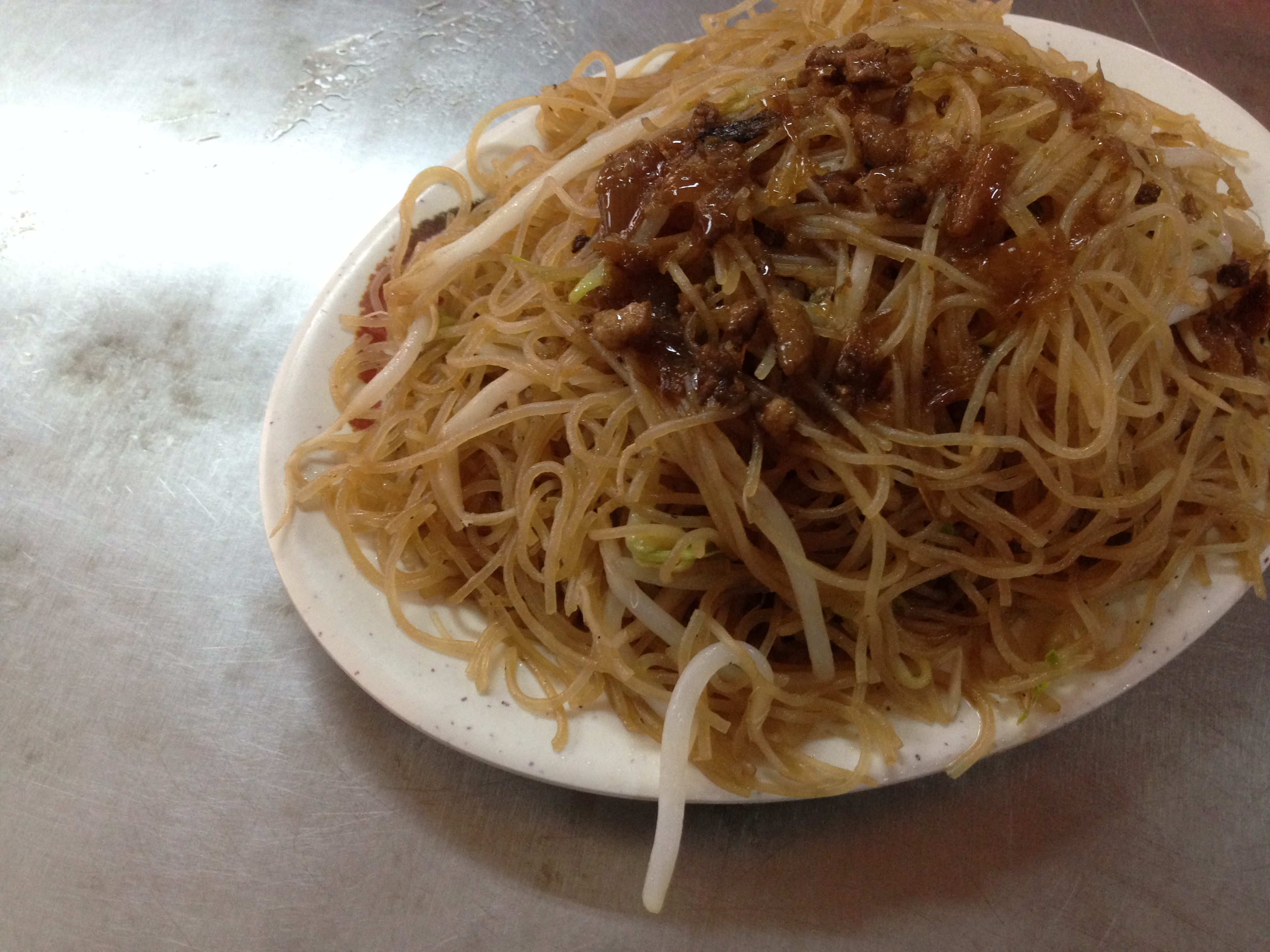
臺式炒米粉

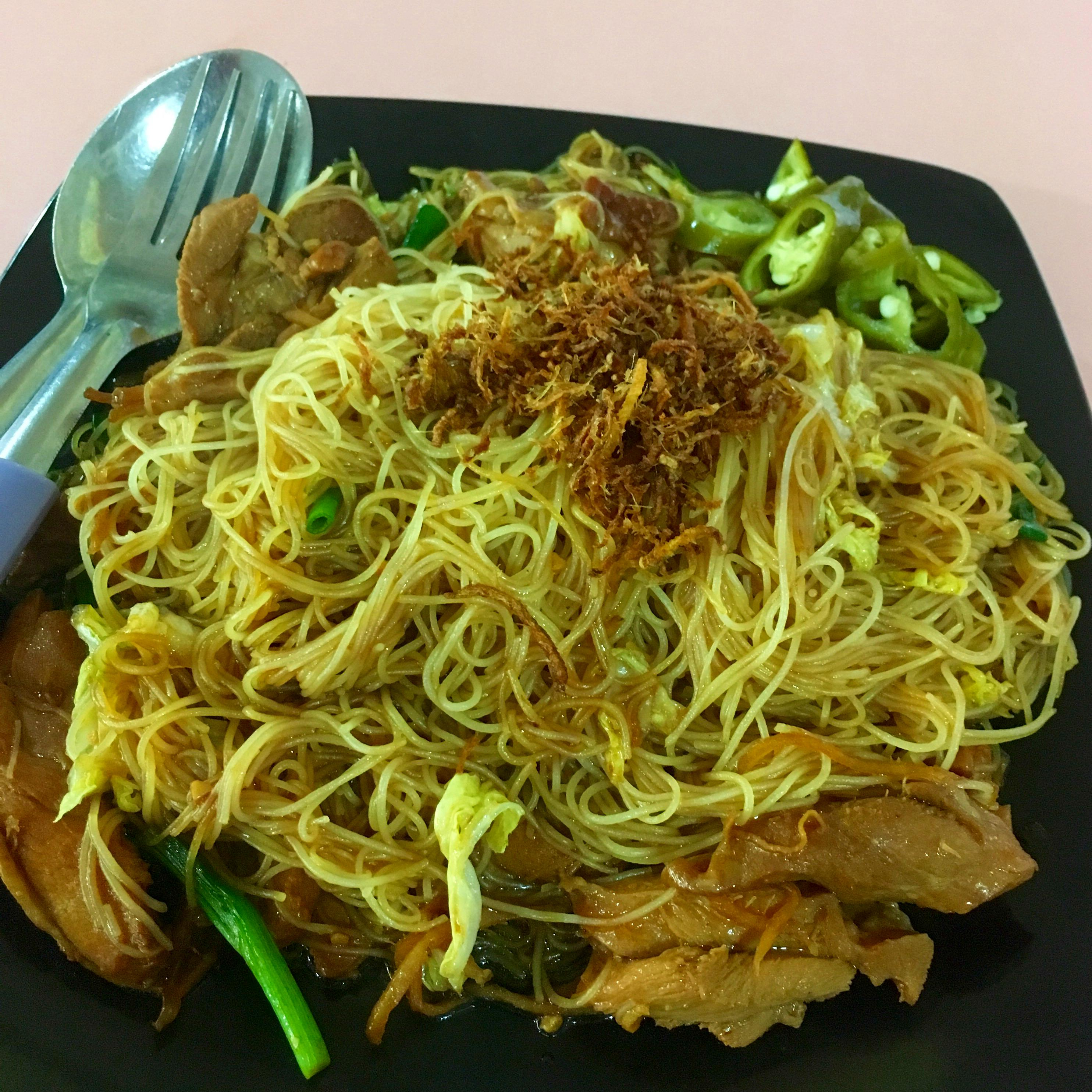
星洲炒米粉

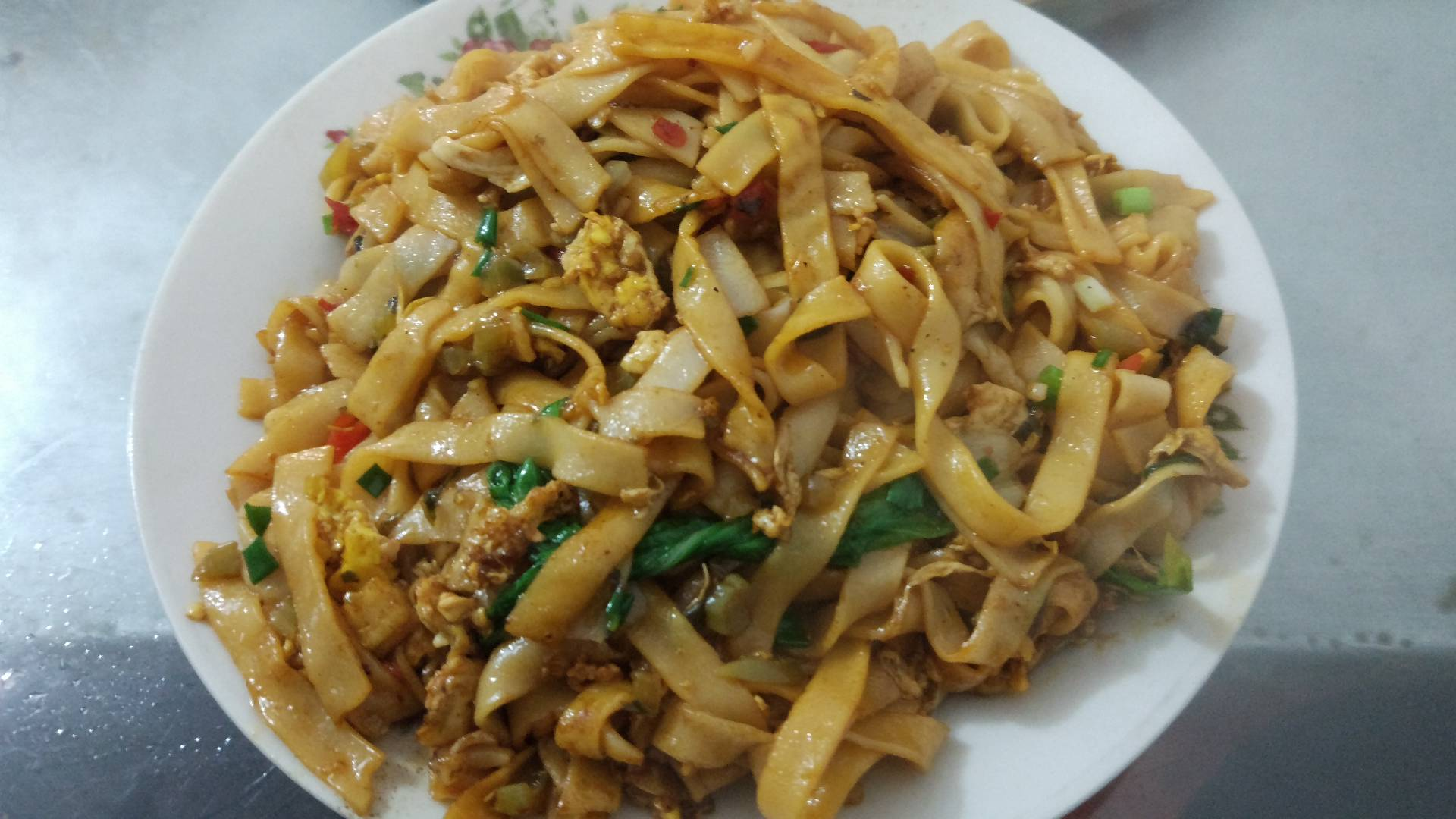
湖南口味的蛋炒粉

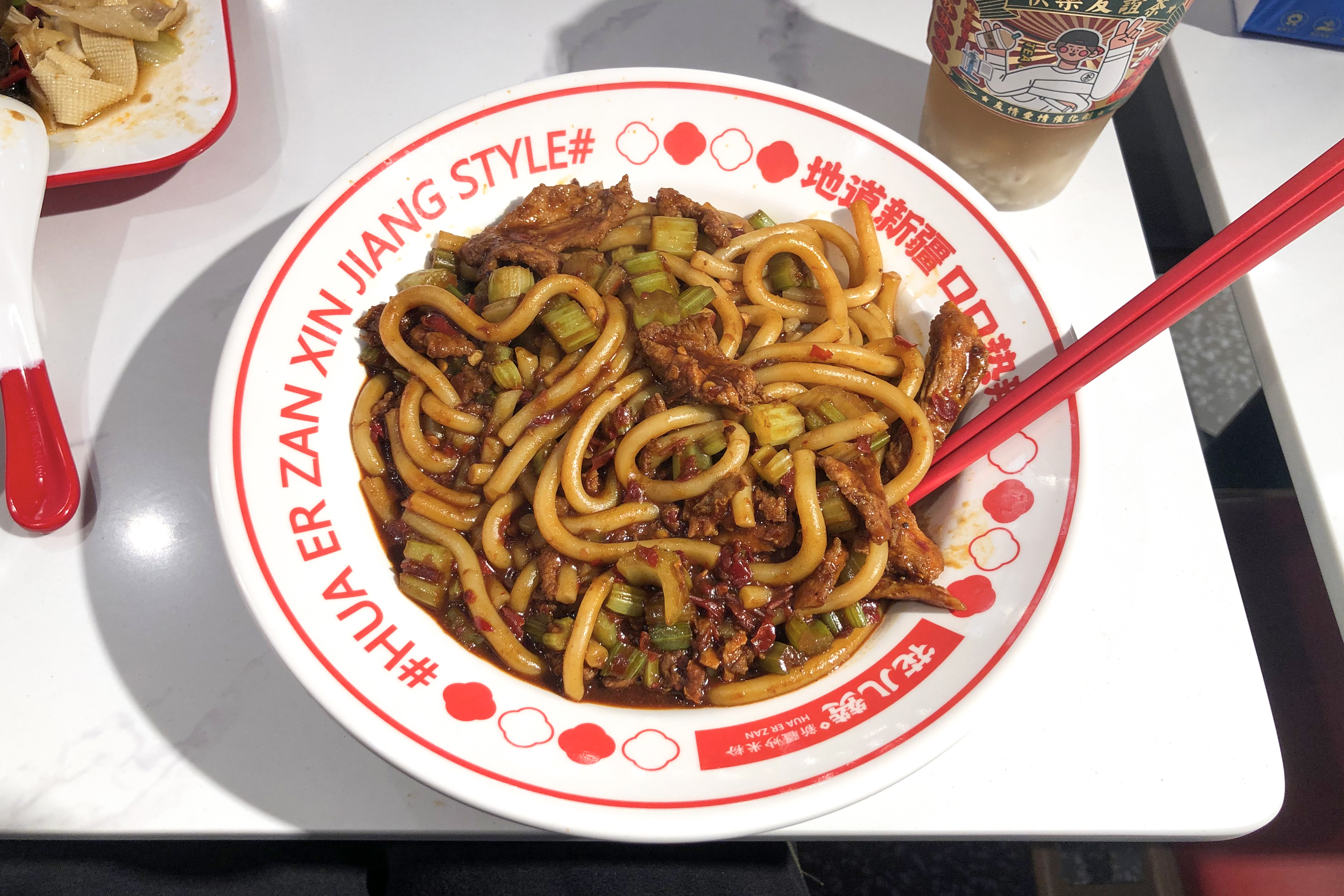
新疆炒米粉

將米粉水煮熟軟後，瀝乾水，再將乾熟米粉與大杓油、蝦米、油葱、肉絲、香菇絲、高麗菜、紅蘿蔔絲同鍋大火快炒，即可。加甜麵醬或辣椒醬，風味更佳。
- 在台灣，新竹米粉相當有名氣，尤其以新竹城隍廟廟口小吃攤、埔里米粉最為人所稱道。
- 在粵港澳，星洲炒米、三絲炒米粉、豉油皇炒米粉等做法，是粵式酒樓的常見菜式。
- 在湖南，先打入鸡蛋炒碎，放入肉丝，然后放入淋水后的米粉，大火翻炒后放入盐，辣椒等调味料即可

## 外部連結
- 米粉博物館